# Phelister notandus
Phelister notandus är en skalbaggsart som beskrevs av Schmidt 1893. Phelister notandus ingår i släktet Phelister och familjen stumpbaggar. Inga underarter finns listade i Catalogue of Life.